# 大连森林动物园
大连森林动物园位于辽宁省大连市白云山风景区，1997年开园。其前身是大连动物园。

## 历史沿革
大連動物園原址位於大連市中山區大連火車站西側，渤海飯店斜對面，面积7.2公顷。該園在1909年由南满洲铁道株式会社闢建，名為「電氣遊園」，內設電動旋轉木馬，是當年罕有的設有機動遊戲的公園。1940年关东州政府在園內山上修建日本國外務大臣小村壽太郎雕像，並將公園改名為「小村公園」。1945年後改稱為「文化公園」。
1948年5月11日大連市政府將公園改稱為「魯迅公園」，並擺放全中國首個魯迅的半身銅像。1966年魯迅雕像被移到別處，公園再改名為「大連動物園」。
1972年，大连动物园的东北虎繁殖在全国首次获得成功，至1976年共成活2只，至1985年共产仔33只，成活23只，成活率为69.6%，居全国首位。
1992年大連市政府規劃將大連動物園搬遷，直至1995年動物園搬遷至白雲山風景區，原址辟为商用（即裕景商城地段）。
1995年5月12日，大连森林动物园在市区南端的白云山风景区破土动工，占地面积7.2平方公里。1997年5月24日，大连森林动物园正式开园（即所谓的“一期工程”、“圈养区”），2000年9月建成野生放养园（即所谓的“二期工程”、“散养区”）。